# Summer Party (Girl's Day)
Summer Party è il quinto EP del gruppo musicale sudcoreano Girl's Day, pubblicato nel 2014 dall'etichetta discografica DreamTea Entertainment insieme a LOEN Entertainment.

## Il disco
Il 6 aprile 2014, le Girl's Day, durante un incontro con i fan in Giappone, annunciarono il loro ritorno per il mese di giugno, con uno stile diverso da quelli di "Expectation", "Female President" e "Something". Il 4 maggio, tuttavia, l'EP fu posticipato a luglio. Il 9 giugno 2014 fu confermato il ritorno per il 14 luglio con un brano in stile estivo, prodotto da Duble Sidekick, che celebra il quarto anniversario del debutto delle Girl's Day. Il 7 luglio, furono postate le foto teaser di Yura e Minah nelle pagine ufficiali di Twitter e Facebook; il giorno seguente quelle di Sojin e Hyeri, mentre il 9 fu pubblicato il teaser della title track "Darling". Il 10 fu pubblicata una foto teaser ritraente tutti quattro i membri. L'EP completo uscì il 14 luglio, insieme alla title track e il suo video musicale; il 15 luglio fu pubblicato il making-of di "Darling". A poche ore dalla sua uscita, "Darling" raggiunse la prima posizione sulle classifiche musicali Melon, Bugs, Olleh, Soribada, Genie, Naver, Daum e Monkey3.
In occasione dell'uscita del disco, il 13 luglio il gruppo tenne il primo concerto solista al AX-Korea di Gwangju, i cui proventi furono donati a Plan Korea, di cui le Girl's Day fungono da ambasciatrici. Le promozioni iniziarono il giorno seguente alla pubblicazione, il 15 luglio. Il brano "Darling" fu utilizzato come traccia promozionale nelle loro performance nei programmi M! Countdown, Music Bank, Show! Music Core e Inkigayo. Assieme alla title track, fu scelto anche il brano "Look At Me" per far parte delle loro performance.

## Tracce
1. Summer Party (feat. David Kim) – 1:18 (David Kim, Radio Galaxy)
2. Darling – 3:14 (Duble Sidekick)
3. Look At Me – 3:42 (Duble Sidekick, Tenzo & Tasco)
4. Timing – 3:20 (David Kim, Radio Galaxy)
5. Darling (Inst.) – 3:14 (Duble Sidekick)

## Formazione
- Sojin – voce
- Yura – rapper, voce
- Minah – voce
- Hyeri – voce